# 徐树强旧居
徐树强旧居是原天津特别市公署水上警察分局局长，原天津警察局特务科科长，原唐山市市长兼警察局局长徐树强在天津的旧居，始建于1940年，坐落于当时的天津英租界的香港道（Hong Kong Road）（今和平区睦南道108号），目前是天津市和平区文物保护单位和重点保护等级历史风貌建筑。现为办公用房，为天津市招待所使用。

## 建筑风格
徐树强旧宅建于二十世纪四十年代，为两幢英国现代风格三层和四层砖木混结构的平顶楼房，占地面积为2954平方米，建筑面积为1366平方米。建筑整体方正有规则，临睦南道和云南路交界处的转角部分设有圆角处理，建筑首层入口为敞开式门厅，二层还设有圆弧阳台，上设雨厦。三层局部退线作收分。该建筑外立面为枣红色缸砖砌筑的清水墙面，立面上设有方窗、老虎窗，屋顶为混凝土平屋顶。该建筑带有较强的现代建筑特征。